# Вилњус
Вилњус (литв. Vilnius, рус. Вильнюс) је престоница и највећи град Литваније. То је и други по величини град у Балтичким земљама. Вилњус чини истоимену општину у оквиру Вилњуског округа, који чини шире градско подручје, које са градом има око 800 хиљада становника.
Стари део града Вилњуса, једно од највећих очуваних градских језгара у источној Европи, је данас на списку светске баштине УНЕСКОа.
Одлуком Европског парламента Вилњус и Линц су проглашени културним престоницама Европе за 2009. године, што су успешно и остварили.
Овде постоји ФК Жалгирис.

## Географија
Вилњус се налази у југоисточној Литванији, на свега 20 km од белоруске границе. Од Балтичког мора на западу земље град је удаљен око 320 km. Други по град у Литванији, Каунас, налази се на 102 km западно од Вилњуса.
Вилњус се налази у западном делу простране Источноевропске низије. Град је смештен на 112 м надморске висине, у долини реке Нерис. Подручје града је благо заталасано. Градско управно подручје заузима данас 402 km². Град Вилњус се образовао на месту ушћа реке Вилње у значајнију реку Нерис. Река меандрира кроз град. На подручју градске управе налази и низ малих језера ледничког порекла, око којих су данас смештени градски паркови.

### Клима
Клима области Вилњуса је умерено континентална.
| Клима Вилњуса (1991—2020 нормале, сунчаност 1961—1990, екстреми 1777—садашњост)                                                                 | Клима Вилњуса (1991—2020 нормале, сунчаност 1961—1990, екстреми 1777—садашњост) | Клима Вилњуса (1991—2020 нормале, сунчаност 1961—1990, екстреми 1777—садашњост) | Клима Вилњуса (1991—2020 нормале, сунчаност 1961—1990, екстреми 1777—садашњост) | Клима Вилњуса (1991—2020 нормале, сунчаност 1961—1990, екстреми 1777—садашњост) | Клима Вилњуса (1991—2020 нормале, сунчаност 1961—1990, екстреми 1777—садашњост) | Клима Вилњуса (1991—2020 нормале, сунчаност 1961—1990, екстреми 1777—садашњост) | Клима Вилњуса (1991—2020 нормале, сунчаност 1961—1990, екстреми 1777—садашњост) | Клима Вилњуса (1991—2020 нормале, сунчаност 1961—1990, екстреми 1777—садашњост) | Клима Вилњуса (1991—2020 нормале, сунчаност 1961—1990, екстреми 1777—садашњост) | Клима Вилњуса (1991—2020 нормале, сунчаност 1961—1990, екстреми 1777—садашњост) | Клима Вилњуса (1991—2020 нормале, сунчаност 1961—1990, екстреми 1777—садашњост) | Клима Вилњуса (1991—2020 нормале, сунчаност 1961—1990, екстреми 1777—садашњост) | Клима Вилњуса (1991—2020 нормале, сунчаност 1961—1990, екстреми 1777—садашњост) |
| Показатељ \ Месец | .Јан.                                                                           | .Феб.                                                                           | .Мар.                                                                           | .Апр.                                                                           | .Мај.                                                                           | .Јун.                                                                           | .Јул.                                                                           | .Авг.                                                                           | .Сеп.                                                                           | .Окт.                                                                           | .Нов.                                                                           | .Дец.                                                                           | .Год.                                                                           |
| --- | ------------------------------------------------------------------------------- | ------------------------------------------------------------------------------- | ------------------------------------------------------------------------------- | ------------------------------------------------------------------------------- | ------------------------------------------------------------------------------- | ------------------------------------------------------------------------------- | ------------------------------------------------------------------------------- | ------------------------------------------------------------------------------- | ------------------------------------------------------------------------------- | ------------------------------------------------------------------------------- | ------------------------------------------------------------------------------- | ------------------------------------------------------------------------------- | ------------------------------------------------------------------------------- |
| Апсолутни максимум, °C (°F) | 12,3 (54,1)                                                                     | 14,4 (57,9)                                                                     | 19,8 (67,6)                                                                     | 29,0 (84,2)                                                                     | 31,8 (89,2)                                                                     | 34,2 (93,6)                                                                     | 36,4 (97,5)                                                                     | 34,9 (94,8)                                                                     | 33,1 (91,6)                                                                     | 24,5 (76,1)                                                                     | 15,5 (59,9)                                                                     | 10,5 (50,9)                                                                     | 36,4 (97,5)                                                                     |
| Средњи максимум, °C (°F) | 4,9 (40,8)                                                                      | 5,7 (42,3)                                                                      | 13,1 (55,6)                                                                     | 22,4 (72,3)                                                                     | 26,7 (80,1)                                                                     | 28,8 (83,8)                                                                     | 30,8 (87,4)                                                                     | 30,3 (86,5)                                                                     | 25,4 (77,7)                                                                     | 18,3 (64,9)                                                                     | 11,1 (52)                                                                       | 6,1 (43)                                                                        | 32,1 (89,8)                                                                     |
| Максимум, °C (°F) | −1,7 (28,9)                                                                     | −0,5 (31,1)                                                                     | 4,4 (39,9)                                                                      | 12,6 (54,7)                                                                     | 18,4 (65,1)                                                                     | 21,7 (71,1)                                                                     | 23,8 (74,8)                                                                     | 23,1 (73,6)                                                                     | 17,4 (63,3)                                                                     | 10,2 (50,4)                                                                     | 3,7 (38,7)                                                                      | −0,3 (31,5)                                                                     | 11,2 (52,2)                                                                     |
| Просек, °C (°F) | −3,9 (25)                                                                       | −3,1 (26,4)                                                                     | 0,9 (33,6)                                                                      | 7,6 (45,7)                                                                      | 13,0 (55,4)                                                                     | 16,4 (61,5)                                                                     | 18,7 (65,7)                                                                     | 17,9 (64,2)                                                                     | 13,0 (55,4)                                                                     | 7,0 (44,6)                                                                      | 1,8 (35,2)                                                                      | −2,2 (28)                                                                       | 7,3 (45,1)                                                                      |
| Минимум, °C (°F) | −5,9 (21,4)                                                                     | −5,6 (21,9)                                                                     | −2,7 (27,1)                                                                     | 2,6 (36,7)                                                                      | 7,5 (45,5)                                                                      | 11,1 (52)                                                                       | 13,6 (56,5)                                                                     | 12,7 (54,9)                                                                     | 8,5 (47,3)                                                                      | 3,7 (38,7)                                                                      | −0,1 (31,8)                                                                     | −4,1 (24,6)                                                                     | 3,5 (38,3)                                                                      |
| Средњи минимум, °C (°F) | −19,3 (−2,7)                                                                    | −17,5 (0,5)                                                                     | −10,8 (12,6)                                                                    | −4,2 (24,4)                                                                     | 0,1 (32,2)                                                                      | 4,9 (40,8)                                                                      | 8,1 (46,6)                                                                      | 6,8 (44,2)                                                                      | 1,1 (34)                                                                        | −3,8 (25,2)                                                                     | −8,7 (16,3)                                                                     | −14,1 (6,6)                                                                     | −22,0 (−7,6)                                                                    |
| Апсолутни минимум, °C (°F) | −37,2 (−35)                                                                     | −35,8 (−32,4)                                                                   | −29,6 (−21,3)                                                                   | −14,4 (6,1)                                                                     | −4,4 (24,1)                                                                     | 0,1 (32,2)                                                                      | 3,5 (38,3)                                                                      | 1,0 (33,8)                                                                      | −4,8 (23,4)                                                                     | −14,4 (6,1)                                                                     | −22,8 (−9)                                                                      | −30,5 (−22,9)                                                                   | −37,2 (−35)                                                                     |
| Количина падавина, mm (in) | 38,9 (1,531)                                                                    | 34,4 (1,354)                                                                    | 37,0 (1,457)                                                                    | 46,2 (1,819)                                                                    | 52,1 (2,051)                                                                    | 72,7 (2,862)                                                                    | 79,3 (3,122)                                                                    | 75,8 (2,984)                                                                    | 65,2 (2,567)                                                                    | 51,5 (2,028)                                                                    | 51,5 (2,028)                                                                    | 49,2 (1,937)                                                                    | 653,8 (25,74)                                                                   |
| Дани са падавинама | 21,7                                                                            | 18,4                                                                            | 17,5                                                                            | 10,2                                                                            | 12,4                                                                            | 11,7                                                                            | 11,4                                                                            | 10,5                                                                            | 9,7                                                                             | 13,5                                                                            | 16,7                                                                            | 21,2                                                                            | 174,9                                                                           |
| Сунчани сати — месечни просек | 37                                                                              | 70                                                                              | 117                                                                             | 165                                                                             | 242                                                                             | 231                                                                             | 220                                                                             | 217                                                                             | 141                                                                             | 93                                                                              | 33                                                                              | 25                                                                              | 1.591                                                                           |
| UV индекс | 0                                                                               | 1                                                                               | 2                                                                               | 3                                                                               | 5                                                                               | 6                                                                               | 6                                                                               | 5                                                                               | 3                                                                               | 2                                                                               | 1                                                                               | 0                                                                               | 2,8                                                                             |
| Извор: WMO (avg high and low) NOAA (sun, extremes, and mean temperatures), Météo Climat, Time and Date (dewpoints, 1985–2015) and Weather Atlas |                                                                                 |                                                                                 |                                                                                 |                                                                                 |                                                                                 |                                                                                 |                                                                                 |                                                                                 |                                                                                 |                                                                                 |                                                                                 |                                                                                 |                                                                                 |

Свега 20% градске површине је изграђено подручје, а остатак су паркови, шуме, поља и обрадиво земљиште. Због тога је Вилњус један од „најзеленијих“ главних градова у Европи.

## Историја
Насеље на месту Вилњуса је први пут спомиње 1252. год. под именом Ворута, легендарни главни град Миндаугас, а под данашњи називом 1323. године. Већ 1387. године насеље Вилњус добија градска права. У прво време град је био у оквиру Велике кнежевине Литваније. Почетком 16. века ова држава доживљава свој зенит, а средњовековни Вилњус свој процват. Град се обзиђује бедемима од 1503. до 1522. са чак девет градских врата и три куле. Владар Сигисмунд II Август је имао свој двор у Вилњусу 1544. Универзитет у Вилњусу је основао краљ Стефан Батори 1579. године. Међутим, стални ратови са Русима на истоку државе довели су до пада града под њихову власт и његовог пустошења крајем 17. века. Град се брзо опорављао и ускоро поново био један од највећих градова овог дела Европе.
Године 1795. Вилњус потпада под власт Царске Русије. Град је и даље задржао положај важног привредног средишта, али су буне Литванаца довеле до низа мера, којима је бројност и значај литванског живља у граду сведена на минимум у корист Пољака, Јевреја и Белоруса.
У раздобљу од 1918—41. године. Вилњус је био део пољске државе. Град је у ово време био један од највећих градова међуратне Пољске, а Пољаци су чинили претежно градско становништво. Вилњус је био познат као једно од најживљих места државе са јаком индустријом. Пред Други светски рат град је имао око 200 хиљада становника.
Други светски рат донео је бројне последице по слику дотадашњег Вилњуса. Вилњус и већи део Литваније је прикључен 1939. г. Совјетском Савезу. Заправо, руководство Литваније је пристало на присуство војске Совјетског Савеза на својој територији у замену за прикључење Вилњуса Литванији. Већ 1941. године град заузимају Немци, који су веома брзо уништили јеврејско градско становништво. Одмах после рата већи део дотад претежних Пољака иселио се у матицу, а град је постепено добијао литвански карактер захваљујући наглој индустријализацији и урбанизацији, која привукла бројно литванско становништво из свих делова земље.
Године 1991. у Вилњусу је руководство дотадашње совјетске републике Литваније изгласало осамостаљење Литваније. 2009. године град је био Европска престоница културе.

## Становништво
У граду живи око 556.490 становника (2021.), док је густина насељености око 1560 ст./km².
По последњем попису већину становништва чине етнички Литванци са 67,1%, али град има веома хетерогену националну и верску структуру. Поред њих, значајан део становништва чине Пољаци (15,4%), Руси (10%) и Белоруси (4%). Пољаци су до Другог светског рата били претежно становништво у граду и околини. До тог рата у граду су живели и Јевреји (веома бројни) и Немци.
Од пада комунизма присутан је стални пад броја становника у Вилњусу (као и у целој Литванији). Иако је последњих година овај процес успорен, он је и даље присутан.

## Привреда
Иако у Вилњусу живи око 15% становништва Литваније, он даје 35% државног дохотка. Данас је Вилњус главно економско средиште земље, иако је некадашња индустрија знатно мање заступљена у односу на пре 20 година. Са друге стране, терцијарни сектор доживео је прави процват, највише захваљујући добијању статуса престонице и туризму, заснованом на добром очуваном старом градском језгру.

## Знаменитости
Град Вилњус је препознатљив по добро очуваном старом градском језгру, једном од највећих у целој Европи (око 3,5 km²). стари град је и данас окружен старим зидинама са капијама, а у средишњем делу се налази катедрала и градска кућа. Посебно је занимљив доживљај сплета верских храмова (католичке, православне и протестантске цркве, синагоге), као одраза бурне прошлости, који су притом на веома малим растојањима.
Овде постоји Комплекс замкова у Вилњусу.

## Партнерски градови
Вилњус је партнерски град са низом градова:
- Салцбург, Аустрија
- Софија (буг. София), Бугарска
- Пиреј (грч. Πειραιάς, Грчка
- Алборг (дан. Aalborg), Данска
- Павија (итал. Pavia), Италија
- Тајпеј (кин: 臺北市), Кина (Тајван)
- Будимпешта (мађ. Budapest), Мађарска
- Дуизбург, Немачка
- Ерфурт, Немачка
- Осло (норв. Oslo), Норвешка
- Варшава (пољ. Warszawa), Пољска
- Краков (пољ. Kraków), Пољска
- Медисон (енгл. Madison), Висконсин, Сједињене Америчке Државе
- Чикаго (енгл. Chicago), Илиноис, Сједињене Америчке Државе
- Акхисар (тур. Akhisar), Турска
- Кијев (укр. Київ), Украјина
- Јоенсу (фин. Joensuu), Финска